# Journal of Global Optimization
Journal of Global Optimization is een internationaal, aan collegiale toetsing onderworpen wetenschappelijk tijdschrift op het gebied van de toegepaste wiskunde en operationeel onderzoek.
De naam wordt in literatuurverwijzingen meestal afgekort tot J. Global Optim.
Het tijdschrift is opgericht in 1991
Het wordt uitgegeven door Springer Science+Business Media en verschijnt maandelijks.